# Serafino Mazzolini
Serafino Mazzolini (9 de junio de 1890, Arcevia, Reino de Italia - Italia, San Felice del Benaco 23 de febrero de 1945) fue un abogado italiano, político fascista, diplomático y periodista italiana.

## Biografía

### Primeros años
Mazzolini nació en Arcevia, en las Marcas. Fundó un grupo nacionalista en Macerata, y pronto se convirtió en editor del diario L'Unione (La Unión). Siendo un irredentable italiano y defensor del ingreso de Italia en la Primera Guerra Mundial, fue un soldado voluntario en 1915 y recibió una Cruz al Mérito de Guerra. 

### Carrera periodística
En 1918, Mazzolini regresó a Ancona y fue subdirector del periódico L'Ordine, interrumpiendo su asignación para unirse a Gabriele D'Annunzio cuando este último intentó apoderarse de Fiume por una Italia "no redimida" en 1919. 

### Carrera política
Miembro del consejo provincial de Ancona, participó en la Marcha sobre Roma de 1922. En 1923 se unió al Partito Nazionale Fascista (PNF), convirtiéndose en uno de sus líderes en 1924-1925. Subsecretario del PNF, contribuyó a su Oficina de Propaganda y lo representó en la Cámara de Diputados de Italia desde 1924 en adelante. En 1926 fue galardonado con un puesto de supervisión como miembro del Gran Consejo del Fascismo. 
En rápida sucesión, renunció a todas las misiones políticas del PNF y volvió al periodismo por un tiempo, antes de comenzar una carrera en diplomacia. Se convirtió en enviado de Italia a Brasil, Uruguay, el Mandato Británico de Palestina y Egipto. 

### Segunda Guerra Mundial
Después del comienzo de la Segunda Guerra Mundial y la invasión de Yugoslavia llevada a cabo por las Potencias del Eje en su antiguo aliado, el Reino de Yugoslavia, Serafino Mazzolini fue nombrado Alto Comisionado para Montenegro ocupado por Italia en 1941. Fue designado a un puesto de alto rango en el Ministerio de Asuntos Exteriores fascista en 1943. 
Después de la expulsión de Mussolini y el Armisticio de Cassibile (8 de septiembre de 1943) entre Italia y los Aliados, Mazzolini se unió a la República Social Italiana respaldada por el Tercer Reich y respaldada por Mussolini, sirviendo como su subsecretario de Asuntos Exteriores. 

### Muerte
Durante este período acumuló grandes deudas por adquirir medicamentos para la diabetes para mantenerse con vida. Murió en San Felice del Benaco como resultado de una sepsis producida por una inyección de insulina.

## Vida personal

### Familia
Su hermano mayor, Conte Quinto Mazzolini, se desempeñó como cónsul italiano en Jerusalén y emprendió negociaciones con Abraham Stern, jefe del grupo terrorista Leji, que buscó (pero no logró) el reconocimiento italiano de la soberanía judía en Palestina a cambio de colocar al sionismo bajo Los auspicios del fascismo italiano

## Condecoraciones
- :   Cruz al Mérito de Guerra
- :  Medalla Conmemorativa de la Guerra Italo-Austríaca 1915-1918
- Medalla Conmemorativa de la Unificación de Italia
- Medalla de la Victoria entre Aliados
- Medalla Conmemorativa de la Expedición de Fiume
- Medalla Conmemorativa de la Marcha Sobre Roma